# 稲荷山駅
稲荷山駅（いなりやまえき）は、長野県長野市篠ノ井塩崎にある、東日本旅客鉄道（JR東日本）篠ノ井線の駅である。

## 歴史
駅名は地名に由来するものの、駅の所在地は過去も現在も「稲荷山」という地名になったことはない。駅名の元となった稲荷山地区は駅より約2 kmほど南に離れた場所にあり、更級郡稲荷山町から更埴市となり、現在は千曲市に属している。駅の所在地である塩崎地区は塩崎村から篠ノ井市に編入され、現在は長野市となっている。したがって、駅と稲荷山地区の間には、常に行政区分の境界線が存在していたことになる。
稲荷山地区はかつて北国西街道最大の宿場として栄えた稲荷山宿で、駅が開業した明治時代には北信随一の商都として賑わっていた。更埴市史第三巻「篠ノ井線の開業」には「宿場衰退の懸念や農民の反対（中略）により誘致に失敗した」と記されている。

### 年表

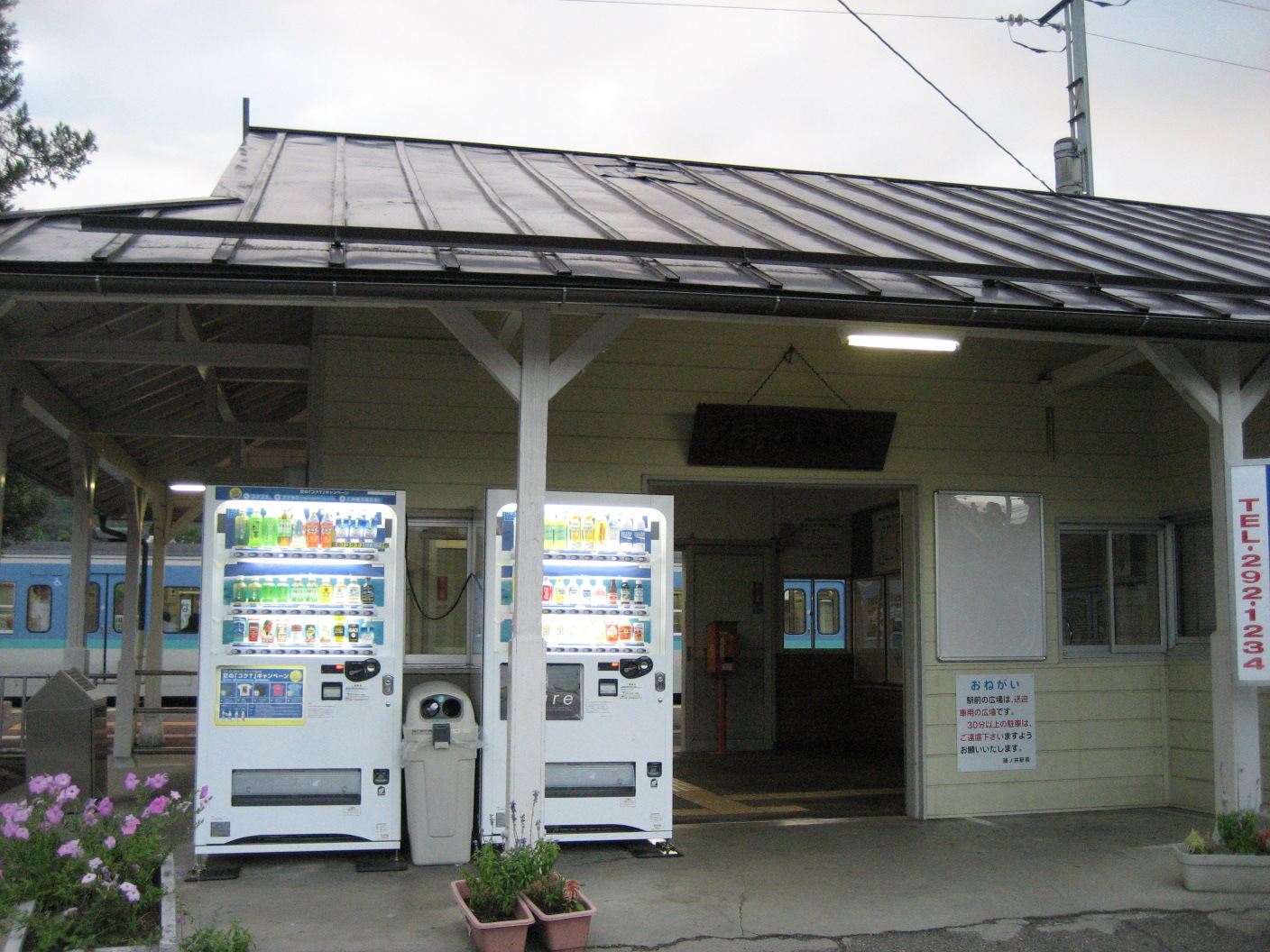
駅舎（2008年8月）

- 1900年（明治33年）11月1日：官設鉄道（のちの日本国有鉄道）篠ノ井線・篠ノ井 - 西条間の開通と同時に開業[1]。旅客・貨物の取り扱いを開始[2]。
- 1971年（昭和46年）12月10日：貨物の取り扱いを廃止[2]。
- 1973年（昭和48年）1月11日：業務委託駅となる[3]。
- 1985年（昭和60年）3月22日：駅員無配置駅となり[4]、簡易委託駅となる[5]。
- 1987年（昭和62年）4月1日：国鉄分割民営化により、JR東日本の駅となる[2]。
- 2013年（平成25年）9月：駅舎リニューアル工事が完成。
- 2025年（令和7年）
  - 2月以降：駅番号にSN 14を設定[6]。
  - 3月15日：ICカード「Suica」の利用が可能となる[7][8]。東京近郊区間に編入される[7]。ワンマン列車において全てのドアから乗降が可能となる。
  - 3月30日：窓口の営業を終了。

## 駅構造
相対式ホーム2面2線を有する地上駅である。互いのホームは跨線橋で連絡している。
長野駅管理の無人駅である。簡易Suica改札機が設置されている。

### のりば
| ホーム | 路線     | 方向 | 行先     |
| ------ | -------- | ---- | -------- |
| 駅舎側 | 篠ノ井線 | 上り | 松本方面 |
| 反対側 | 篠ノ井線 | 下り | 長野方面 |

※案内上ののりば番号は設定されていない。

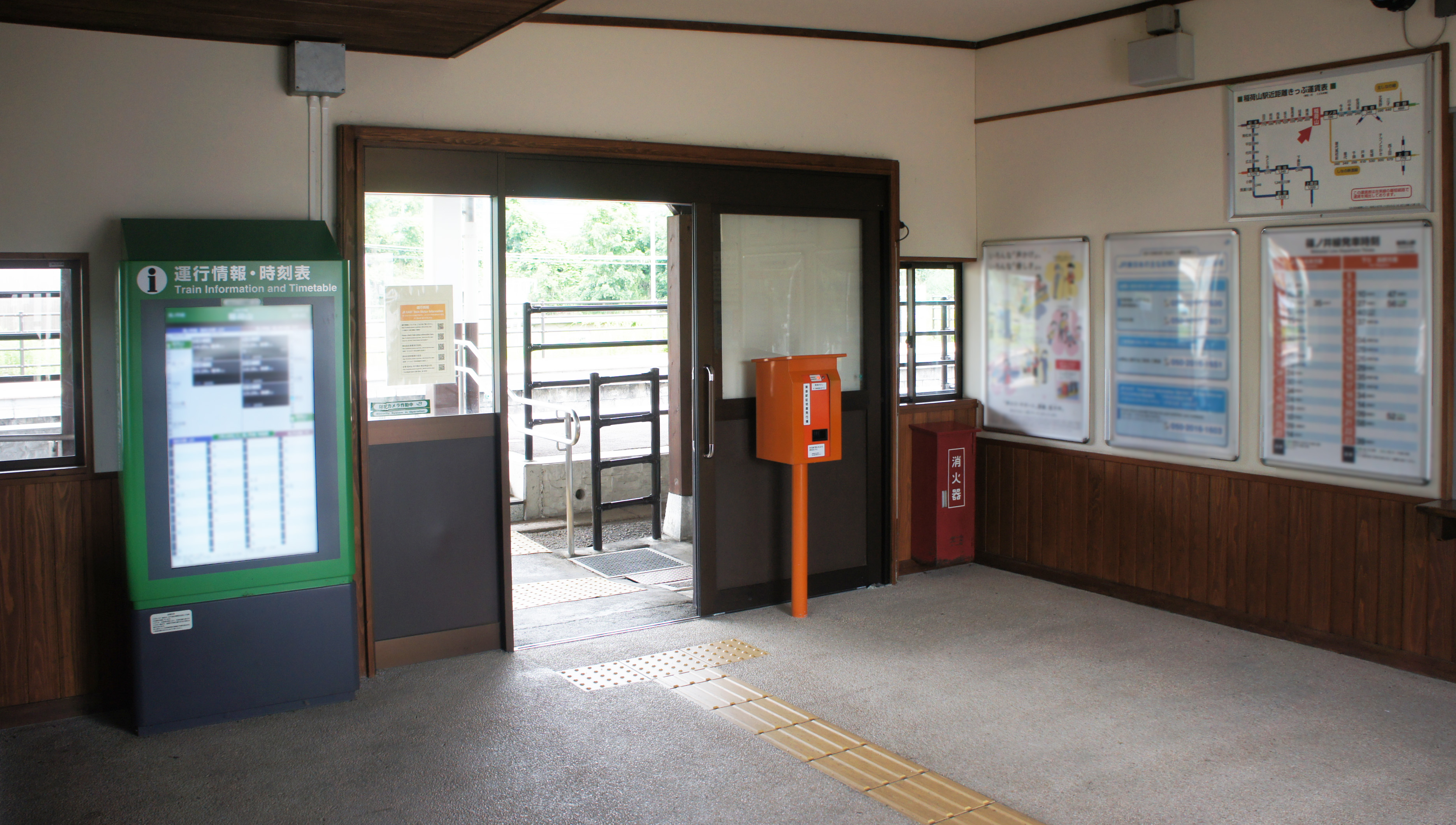
待合室（2021年7月）
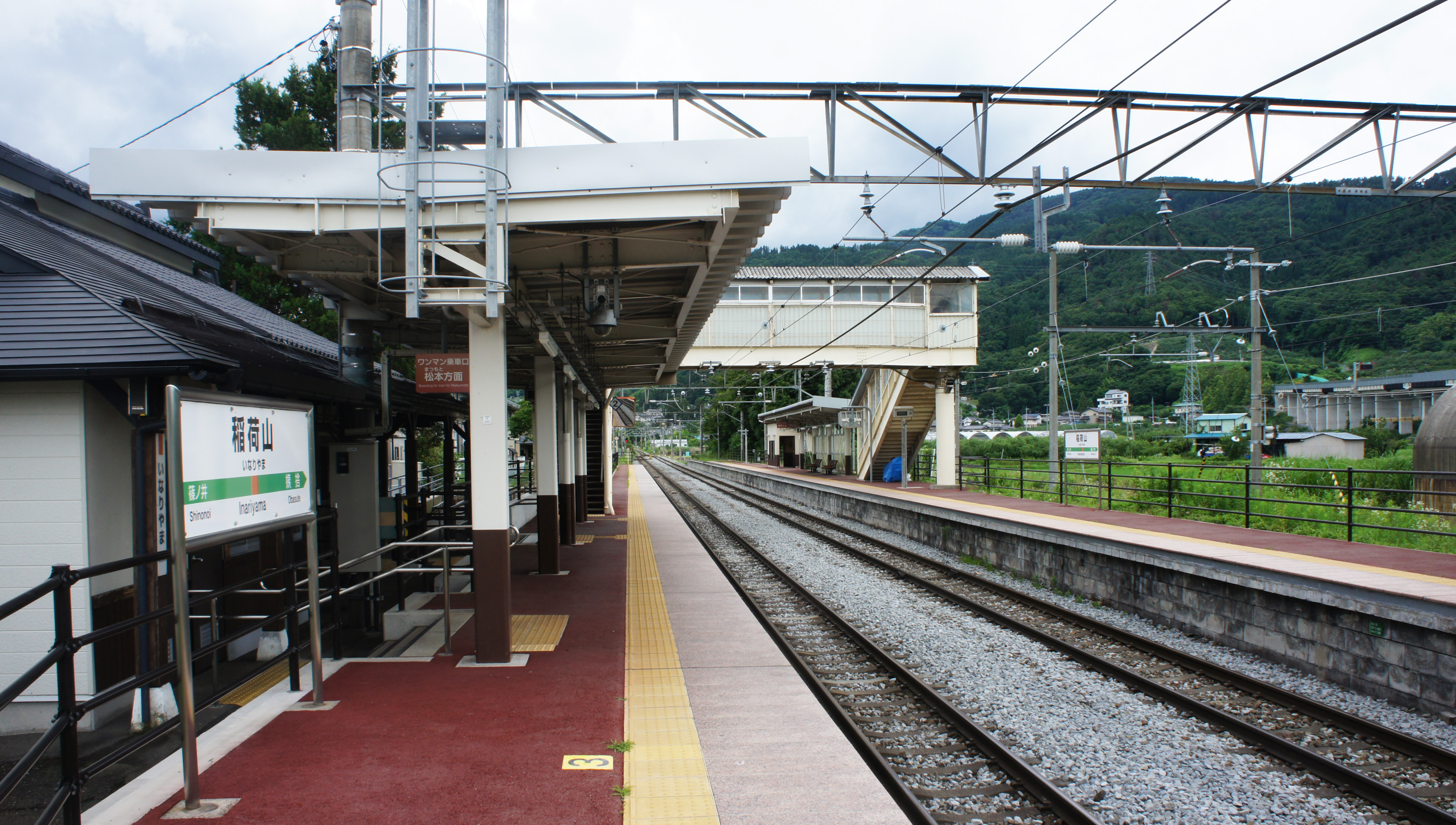
ホーム（2021年7月）

## 利用状況
JR東日本によると、2023年度（令和5年度）の1日平均乗車人員は305人である。
2000年度（平成12年度）以降の推移は以下のとおりである。
| 1日平均乗車人員推移 | 1日平均乗車人員推移 | 1日平均乗車人員推移 | 1日平均乗車人員推移 | 1日平均乗車人員推移 |
| 年度                | 定期外              | 定期                | 合計                | 出典                |
| ------------------- | ------------------- | ------------------- | ------------------- | ------------------- |
| 2000年（平成12年）  |                     |                     | 445                 | [ 利用客数 2 ]      |
| 2001年（平成13年）  |                     |                     | 445                 | [ 利用客数 3 ]      |
| 2002年（平成14年）  |                     |                     | 406                 | [ 利用客数 4 ]      |
| 2003年（平成15年）  |                     |                     | 372                 | [ 利用客数 5 ]      |
| 2004年（平成16年）  |                     |                     | 366                 | [ 利用客数 6 ]      |
| 2005年（平成17年）  |                     |                     | 362                 | [ 利用客数 7 ]      |
| 2006年（平成18年）  |                     |                     | 369                 | [ 利用客数 8 ]      |
| 2007年（平成19年）  |                     |                     | 340                 | [ 利用客数 9 ]      |
| 2008年（平成20年）  |                     |                     | 360                 | [ 利用客数 10 ]     |
| 2009年（平成21年）  |                     |                     | 367                 | [ 利用客数 11 ]     |
| 2010年（平成22年）  |                     |                     | 371                 | [ 利用客数 12 ]     |
| 2011年（平成23年）  |                     |                     | 369                 | [ 利用客数 13 ]     |
| 2012年（平成24年）  | 78                  | 326                 | 404                 | [ 利用客数 14 ]     |
| 2013年（平成25年）  | 73                  | 336                 | 410                 | [ 利用客数 15 ]     |
| 2014年（平成26年）  | 67                  | 296                 | 363                 | [ 利用客数 16 ]     |
| 2015年（平成27年）  | 77                  | 281                 | 358                 | [ 利用客数 17 ]     |
| 2016年（平成28年）  | 69                  | 282                 | 351                 | [ 利用客数 18 ]     |
| 2017年（平成29年）  | 69                  | 292                 | 362                 | [ 利用客数 19 ]     |
| 2018年（平成30年）  | 68                  | 270                 | 338                 | [ 利用客数 20 ]     |
| 2019年（令和元年）  | 67                  | 262                 | 329                 | [ 利用客数 21 ]     |
| 2020年（令和02年）  | 42                  | 215                 | 258                 | [ 利用客数 22 ]     |
| 2021年（令和03年）  | 46                  | 249                 | 296                 | [ 利用客数 23 ]     |
| 2022年（令和04年）  | 53                  | 242                 | 296                 | [ 利用客数 24 ]     |
| 2023年（令和05年）  | 52                  | 253                 | 305                 | [ 利用客数 1 ]      |

## 駅周辺
- 長谷寺[1] - 三大長谷寺の一つ。
- 稲荷山宿 - 駅名の由来となった、かつての宿場町[1]。
- 康楽寺
- 長野自動車道
- 長野南警察署長野市塩崎警察官駐在所
- 長野市乗合タクシー「稲荷山駅前」停留所 - 横田塩崎線[10]
- 千曲川

## 隣の駅
東日本旅客鉄道（JR東日本）
 篠ノ井線
□快速（下りの一部は通過）
聖高原駅 (SN 11) -（上りの一部は姨捨駅 (SN 13) ）- 稲荷山駅 (SN 14) - 篠ノ井駅 (SN 15)
■普通（「みすず」含む）
姨捨駅 (SN 13) -（桑ノ原信号場）- 稲荷山駅 (SN 14) - 篠ノ井駅 (SN 15)

### 記事本文
1. 1 2 3 4 5 6 7 8 9  信濃毎日新聞社出版部『長野県鉄道全駅 増補改訂版』信濃毎日新聞社、2011年7月24日、90頁。ISBN 9784784071647。
2. 1 2 3 4  石野哲 編『停車場変遷大事典 国鉄・JR編 II』（初版）JTB、1998年10月1日、207頁。ISBN 978-4-533-02980-6。
3. ↑  「第2章 近代化／IV 旅客」『長鉄局三十年史』日本国有鉄道長野鉄道管理局、1980年10月14日、183頁。
4. ↑  「『通報』中央本線洗馬駅ほか14駅の駅員無配置について（旅客局）」『鉄道公報』日本国有鉄道総裁室文書課、1985年3月18日、2頁。
5. ↑  長野鉄道管理局 編『写真でつづる長野鉄道管理局の歩み』長野鉄道管理局、1987年3月10日、354頁。
6. ↑  『JR東日本長野支社管内へ「駅ナンバリング」を拡大します』（PDF）（プレスリリース）東日本旅客鉄道長野支社、2024年12月13日。オリジナルの2024年12月13日時点におけるアーカイブ。2024年12月16日閲覧。
7. 1 2  『2025年3月15日（土）長野県のSuica利用がますます便利になります』（PDF）（プレスリリース）東日本旅客鉄道長野支社、2024年12月13日。オリジナルの2024年12月13日時点におけるアーカイブ。2024年12月16日閲覧。
8. ↑  『長野県におけるSuicaご利用駅の拡大について』（PDF）（プレスリリース）東日本旅客鉄道長野支社、2023年6月20日。オリジナルの2023年6月20日時点におけるアーカイブ。2023年6月20日閲覧。
9. 1 2  “JR東日本：駅構内図・バリアフリー情報（稲荷山駅）”.   東日本旅客鉄道. 2025年5月12日閲覧。
10. ↑  “長野市乗合タクシー 横田塩崎線” (PDF). 乗合タクシー横田塩崎線.   長野市 (2025年3月). 2025年5月12日閲覧。

### 利用状況
1. 1 2  “各駅の乗車人員（2023年度）”.   東日本旅客鉄道. 2024年7月20日閲覧。
2. ↑  “各駅の乗車人員（2000年度）”.   東日本旅客鉄道. 2025年5月12日閲覧。
3. ↑  “各駅の乗車人員（2001年度）”.   東日本旅客鉄道. 2025年5月12日閲覧。
4. ↑  “各駅の乗車人員（2002年度）”.   東日本旅客鉄道. 2025年5月12日閲覧。
5. ↑  “各駅の乗車人員（2003年度）”.   東日本旅客鉄道. 2025年5月12日閲覧。
6. ↑  “各駅の乗車人員（2004年度）”.   東日本旅客鉄道. 2025年5月12日閲覧。
7. ↑  “各駅の乗車人員（2005年度）”.   東日本旅客鉄道. 2025年5月12日閲覧。
8. ↑  “各駅の乗車人員（2006年度）”.   東日本旅客鉄道. 2025年5月12日閲覧。
9. ↑  “各駅の乗車人員（2007年度）”.   東日本旅客鉄道. 2019年3月26日閲覧。
10. ↑  “各駅の乗車人員（2008年度）”.   東日本旅客鉄道. 2019年3月26日閲覧。
11. ↑  “各駅の乗車人員（2009年度）”.   東日本旅客鉄道. 2019年3月26日閲覧。
12. ↑  “各駅の乗車人員（2010年度）”.   東日本旅客鉄道. 2019年3月26日閲覧。
13. ↑  “各駅の乗車人員（2011年度）”.   東日本旅客鉄道. 2019年3月26日閲覧。
14. ↑  “各駅の乗車人員（2012年度）”.   東日本旅客鉄道. 2019年3月26日閲覧。
15. ↑  “各駅の乗車人員（2013年度）”.   東日本旅客鉄道. 2019年3月26日閲覧。
16. ↑  “各駅の乗車人員（2014年度）”.   東日本旅客鉄道. 2019年3月26日閲覧。
17. ↑  “各駅の乗車人員（2015年度）”.   東日本旅客鉄道. 2019年3月26日閲覧。
18. ↑  “各駅の乗車人員（2016年度）”.   東日本旅客鉄道. 2019年3月26日閲覧。
19. ↑  “各駅の乗車人員（2017年度）”.   東日本旅客鉄道. 2019年3月26日閲覧。
20. ↑  “各駅の乗車人員（2018年度）”.   東日本旅客鉄道. 2019年7月11日閲覧。
21. ↑  “各駅の乗車人員（2019年度）”.   東日本旅客鉄道. 2020年7月13日閲覧。
22. ↑  “各駅の乗車人員（2020年度）”.   東日本旅客鉄道. 2021年7月24日閲覧。
23. ↑  “各駅の乗車人員（2021年度）”.   東日本旅客鉄道. 2022年8月7日閲覧。
24. ↑  “各駅の乗車人員（2022年度）”.   東日本旅客鉄道. 2023年7月11日閲覧。